# Le Domaine du crime
Le Domaine du crime (Murder Elite) est un film britannique réalisé par Claude Whatham, sorti en 1985

## Fiche technique
- Titre : Le Domaine du crime
- Titre original : Murder Elite
- Réalisateur : Claude Whatham
- Scénario : Edward Abraham, Valerie Abraham, N.J. Crisp
- Musique : James Bernard
- Producteurs : Jeffrey Broom, Kevin Francis
- Société de production : Tyburn Entertainment
- Photographie : Brendan J. Stafford
- Montage : Eunice Mountjoy
- Costumes : Anthony Mendleson
- Durée : 102 minutes
- Genre : Drame, horreur, thriller

## Distribution
- Ali MacGraw : Diane Baker
- Billie Whitelaw : Margaret Baker
- Hywel Bennett : Jimmy Fowler
- Ray Lonnen : Ron Price
- Garfield Morgan (en) : Inspecteur Moss
- Don Henderson : Sergent Jessop
- Dee Anderson : Sarah Lewis
- Stephen Riddle : Agent de police
- Julie Sullivan : La cliente
- Alan Rowe : Le client